# دنیس هاپر
دنیس لی هاپر (به انگلیسی: Dennis Lee Hopper) (زادهٔ ۱۶ مهٔ ۱۹۳۵ - درگذشتهٔ ۲۹ مهٔ ۲۰۱۰) هنرپیشه، فیلم‌نامه‌نویس، کارگردان، عکاس و نقاش آمریکایی بود.

## زندگی و حرفه
او در شهر داج سیتی در ایالت تگزاس آمریکا زاده شد. از همان سنین نوجوانی با شرکت در سریال‌های تلویزیونی نظیر پزشک (۱۹۵۴)، شاین (۱۹۵۵) و شوگرفوت (۱۹۵۷) وارد عرصه بازیگری شد. نخستین بار در سینما در وسترن کلاسیک نیکلاس ری به نام جانی گیتار (۱۹۵۴) به ایفای نقش پرداخت و پس از آن در فیلم دیگری از این کارگردان، شورش بی‌دلیل (۱۹۵۵) در کنار جیمز دین و ناتالی وود به ایفای نقش پرداخت.

در ایزی رایدر

با ادامه فعالیت‌هایش در حرفه بازیگری؛ در سال ۱۹۶۹ او با کمک پیتر فوندا و تری ساترن فیلم نامه‌ای تهیه و با فراهم آوردن مبلغ چهارصدهزار دلار فیلم ایزی رایدر (۱۹۶۹) به بازیگری پیتر فوندا و جک نیکلسن را کارگردانی کرد. موفقیت تجاری این فیلم سبب ایجاد موجی از اقتباس‌های هالیوودی از فیلم او شد. با این حال فیلم بعدی او با نام آخرین فیلم (۱۹۷۱) هم از دیدگاه منتقدان و هم از نظر فروش یک شکست بود. بعدها اقرار کرد که در دهه هفتاد به شدت درگیر مواد مخدر بود و این باعث نزول کیفیت کارهای او بوده‌است.
هشت سال بعد در اینک آخرالزمان (۱۹۷۹) اثر فرانسیس فورد کاپولا در کنار بازیگرانی به دقت دستچین شده به ایفای نقش پرداخت. در دهه ۸۰ توانست با تلاش فراوان اعتیاد خود را به الکل و موادمخدر ترک کند. در این سال‌ها با ساخت فیلمی به نام رنگ‌ها (۱۹۸۹) با استقبال منتقدان و تماشاگران رو به رو شد.

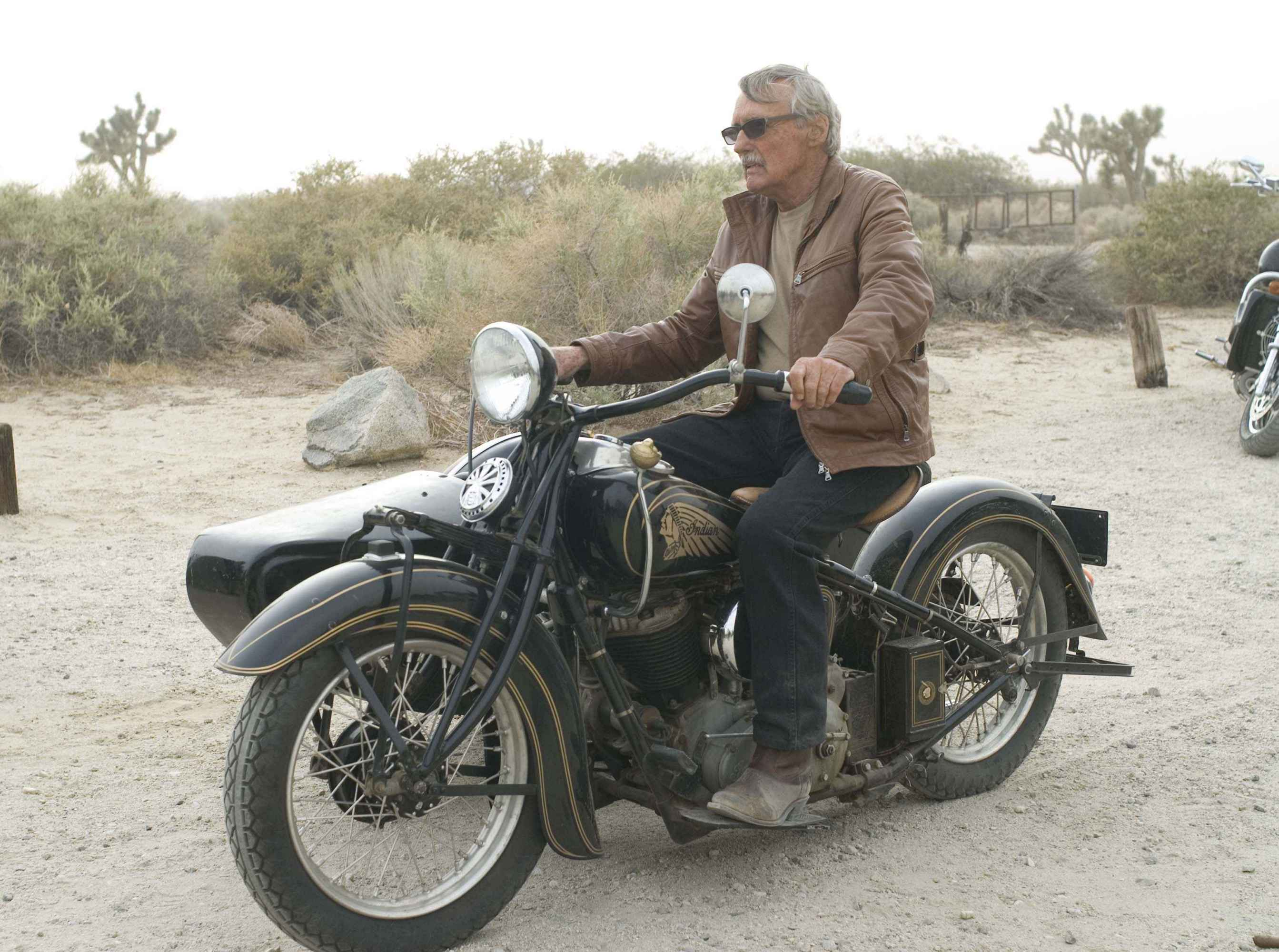
دنیس هاپر در صحنه‌ای از فیلم سواری جهنمی

از دیگر فیلم‌های او که به عنوان بازیگر در آن به ایفای نقش پرداخت می‌توان به: مخمل آبی (۱۹۸۶)، سرعت (۱۹۹۴) و دنیای آب (۱۹۹۵) اشاره کرد. آخرین مجموعه تلویزیونی او سریال ۲۶ قسمتی تصادف و واپسین نقش او در سینما آخرین جشنواره فیلم (۲۰۱۰) است.
افزون بر فعالیت در سینما دنیس هاپر به عکاسی و نقاشی نیز اشتغال داشت و آثارش به تناوب در گالری‌هایی در اروپا و آمریکا به نمایش گذاشته می‌شد. وی همچنین به عنوان یکی از مجموعه داران بزرگ آثار مدرن شناخته می‌شد.
وی در ۲۹ مه سال ۲۰۱۰ در خانه‌اش واقع در ونیزبیچ کالیفرنیا در اثر سرطان پروستات درگذشت.

## فیلم‌ها
| سال       | نام فیلم                                 | جوایز |
| --------- | ---------------------------------------- | --- |
| ۱۹۵۴      | پزشک (مجموعه تلویزیونی)                  | |
| ۱۹۵۴      | جانی گیتار                               | |
| ۱۹۵۵      | شاین (مجموعه تلویزیونی)                  | |
| ۱۹۵۵      | هزاربار مردم                             | |
| ۱۹۵۵      | شورش بی‌دلیل                              | |
| ۱۹۵۶      | غول                                      | |
| ۱۹۵۷      | شوگرفوت (مجموعه تلویزیونی)               | |
| ۱۹۵۷      | جدال در اوکی کرال                        | |
| ۱۹۵۷      | داستان بشریت                             | |
| ۱۹۵۷      | سایونارا (فقط صدا)                       | |
| ۱۹۵۷      | از جهنم تا تگزاس (در ایران: نعره انتقام) | |
| ۱۹۶۰      | سرزمین جوان                              | |
| ۱۹۶۰      | شاهد کلیدی                               | |
| ۱۹۶۱      | اتفاق شبانه                              | |
| ۱۹۶۴      | بونانزا                                  | |
| ۱۹۶۵      | پسران کتی الدر                           | |
| ۱۹۶۵      | دود اسلحه                                | |
| ۱۹۶۶      | ملکه خون                                 | |
| ۱۹۶۶      | تونل زمان                                | |
| ۱۹۶۸      | لوک خوش دست (در ایران: فرار از زندان)    | |
| ۱۹۶۸      | وحشت در شهر                              | |
| ۱۹۶۸      | محکم دارشان بزن (در ایران: طناب اعدام)   | |
| ۱۹۶۸      | سر                                       | |
| ۱۹۶۹      | شجاعت واقعی                              | |
| ۱۹۶۹      | ایزی رایدر                               | نامزد دریافت اسکار بهترین فیلمنامه نامزد دریافت نخل طلای جشنواره کن برنده جایزه بهترین فیلم اولی جشنواره فیلم کن |
| ۱۹۷۱      | آخرین فیلم                               | |
| ۱۹۷۷      | سوی دیگر باد                             | |
| ۱۹۷۷      | ضدضربه                                   | |
| ۱۹۷۷      | ردیابی‌ها                                 | |
| ۱۹۷۷      | دوست آمریکایی                            | |
| ۱۹۷۷      | کارآموز جادوگری                          | |
| ۱۹۷۹      | حمام خون                                 | |
| ۱۹۷۹      | اینک آخرالزمان                           | |
| ۱۹۸۰      | بلای ناگهانی                             | نامزد دریافت نخل طلای جشنواره کن                                                                                 |
| ۱۹۸۳      | ماهی جنگی                                | |
| ۱۹۸۵      | پروژه علمی من                            | |
| ۱۹۸۵      | چاتاهوچی                                 | |
| ۱۹۸۶      | تعطیلی اوسترمن                           | |
| ۱۹۸۶      | کشتار با اره‌برقی در تگزاس ۲              | |
| ۱۹۸۶      | لب رودخانه                               | |
| ۱۹۸۶      | مخمل آبی                                 | نامزد دریافت گوی طلایی (گلدن گلوب) بازیگر نقش مکمل                                                               |
| ۱۹۸۶      | هوزیرها                                  | نامزد دریافت اسکار بازیگر نقش مکمل نامزد دریافت گوی طلایی (گلدن گلوب) بازیگر نقش مکمل                            |
| ۱۹۸۷      | مستقیم به جهنم                           | |
| ۱۹۸۷      | بیوه سیاه                                | |
| ۱۹۸۷      | هنرمند مخ‌زنی                             | |
| ۱۹۸۷–۱۹۹۰ | پخش زنده شنبه شب                         | |
| ۱۹۸۹      | رنگ‌ها                                    | |
| ۱۹۸۹      | سرخ خونی                                 | |
| ۱۹۹۰      | رجعت به گذشته                            | |
| ۱۹۹۰      | آتش گرفتن                                | |
| ۱۹۹۱      | دونده هندی                               | |
| ۱۹۹۲      | مخمصه شامگاهی                            | |
| ۱۹۹۳      | نقطه جوش                                 | |
| ۱۹۹۳      | غرب رد راک                               | |
| ۱۹۹۳      | برادران سوپر ماریو                       | |
| ۱۹۹۳      | داستان عاشقانه واقعی                     | |
| ۱۹۹۳      | ردراک وست                                | |
| ۱۹۹۴      | سرعت                                     | |
| ۱۹۹۵      | دنیای آب                                 | |
| ۱۹۹۵      | جستجو و نابود کردن                       | |
| ۱۹۹۶      | رهگیرهای فضایی                           | |
| ۱۹۹۶      | باسکیت                                   | |
| ۱۹۹۶      | سامسون و دلیله                           | |
| ۱۹۹۷      | یک زندگی خوب                             | |
| ۱۹۹۷      | خاموشی                                   | |
| ۱۹۹۷      | مرد کن                                   | |
| ۱۹۹۷      | پادشاه تپه                               | |
| ۱۹۹۸      | با دیدلز آشنا شوید                       | |
| ۱۹۹۹      | اد تی‌وی                                  | |
| ۱۹۹۹      | منبع                                     | |
| ۲۰۰۰      | میکائیل فرشته                            | |
| ۲۰۰۰      | در اسارت برای باج                        | |
| ۲۰۰۱      | تیکر                                     | |
| ۲۰۰۱      | ولگردها                                  | |
| ۲۰۰۲      | ناگفتنی                                  | |
| ۲۰۰۲      | لئو                                      | |
| ۲۰۰۲      | نوازنده پیانو                            | |
| ۲۰۰۲      | ۲۴ (مجموعه تلویزیونی)                    | |
| ۲۰۰۲      | اتومبیل‌دزدی بزرگ: وایس سیتی              | |
| ۲۰۰۳      | شبی که روز نامیدیمش                      | |
| ۲۰۰۴      | میراث                                    | |
| ۲۰۰۵      | سرزمین مردگان                            | |
| ۲۰۰۵      | آمریکایی                                 | |
| ۲۰۰۵      | داخل گلوی عمیق                           | |
| ۲۰۰۵      | کلاغ: دعای شیطانی                        | |
| ۲۰۰۶      | حافظه                                    | |
| ۲۰۰۶      | دهم و گرگ                                | |
| ۲۰۰۷      | سواری جهنمی                              | |
| ۲۰۰۷      | دارودسته (مجموعه تلویزیونی)              | |
| ۲۰۰۸      | خوابگردی                                 | |
| ۲۰۰۸      | مرثیه                                    | |
| ۲۰۰۸      | رأی‌دهندگان مردد                          | |
| ۲۰۰۸      | فیلمبرداری در پالرمو                     | |
| ۲۰۰۸      | تصادف (مجموعه تلویزیونی)                 | |
| ۲۰۰۸      | کارول آمریکایی                           | |
| ۲۰۱۰      | آلفا و امگا                              | |
| ۲۰۱۶      | آخرین جشنواره فیلم                       | |
| ۲۰۱۸      | سوی دیگر باد                             | |